# Tjörven De Brul
Tjörven De Brul, né le 22 juin 1973  à Alost en Belgique, est un footballeur international et entraîneur belge.

## Carrière

### Les premiers pas à Lokeren
Tjörven De Brul s'affilie à huit ans au KSC Lokeren. Il y progresse dans les différentes catégories d'âge et est ensuite intégré à l'équipe première en 1991. Le club est relégué en Division 2 en 1993 mais le joueur décide de rester malgré tout. Il devient titulaire dans l'axe de la défense et après une saison en deuxième division, il est recruté par le FC Bruges, un des trois grands clubs du pays.

### Neuf saisons de succès au FC Bruges
Malgré l'écart de niveau entre son ancien club et le FC Bruges, Tjörven De Brul s'impose en quelques mois comme un joueur important dans l'équipe. Il découvre la Coupe des vainqueurs de coupe où son équipe est éliminée en quarts de finale par Chelsea. Il joue également la finale de la Coupe de Belgique 1994-1995, au cours de laquelle il inscrit le troisième but de son équipe, décrochant ainsi le premier trophée de sa carrière. La saison suivante est encore plus réussi pour le joueur et pour le club, avec un doublé championnat-Coupe à la clé. Deux ans plus tard, il ajoute un deuxième titre de champion de Belgique à son palmarès. Lors de la Supercoupe de Belgique qui suit, il inscrit le premier but de son équipe, qui s'impose 2-1 face au Racing Genk. En quatre saisons au Club de Bruges, c'est déjà le cinquième trophée pour De Brul.
Les saisons qui suivent sont moins fastes pour le FC Bruges, qui reste quatre ans sans remporter un seul trophée. Si le club décroche la Coupe de Belgique 2002, Tjörven De Brul ne participe pas à la finale. Il remporte toutefois un troisième et dernier titre de champion de Belgique en 2003, au terme d'une saison gâchée par les blessures. En fin de contrat, il est laissé libre par la direction brugeoise. En avril 2003, il s'engage pour les deux prochaines saisons avec La Gantoise.

### Passage mitigé à La Gantoise, derniers succès à Zulte Waregem
Après avoir connu le succès pendant près d'une décennie à Bruges, Tjörven De Brul arrive dans un club en pleine reconstruction. Le club ambtionne de jouer pour une place européenne mais il termine en milieu de classement. Après deux saisons à Gand durant lesquelles il aura été souvent blessé, le joueur décide de relever un nouveau défi avec Zulte Waregem, néo-promu en première division. 
Directement titulaire et épargné par les blessures, De Brul dirige la défense flandrienne, à la base du succès du club durant sa première saison au plus haut niveau. Celle-ci est ponctuée le 13 mai 2006 par une victoire en Coupe de Belgique, la première pour le club, la troisième pour De Brul, dix ans après la précédente. La saison suivante, il retrouve la Coupe d'Europe mais est à nouveau victime de problèmes physiques qui le tiennent écartés des terrains durant plusieurs semaines. En fin de saison, il ne prolonge pas son contrat à Waregem et, à 34 ans, décide de redescendre dans les divisions inférieures en s'engageant au KSK Renaix, tout juste relégué en Division 3.

### Fin de carrière dans les divisions inférieures
Tjörven De Brul apporte son expérience au club renaisien, avec lequel il remporte le titre de champion de Division 3A. Il prolonge son contrat pour un an à quelques rencontres de la fin du championnat et accompagne ses coéquipiers en Division 2. La saison suivante, il dispute la quasi-totalité des rencontres du championnat que le club conclut à la huitième place. En août 2009, il annonce qu'il rejoint le SK Berlare, un club de Promotion, où il envisage de terminer sa carrière. Il passe deux saisons au club et, après avoir dans un premier temps annoncé la fin de sa carrière en juin 2011, il prolonge son contrat de joueur pour une saison. Cependant, après seulement cinq journées de compétition lors de la saison 2011-2012, il range ses crampons et devient entraîneur du KRC Gand-Zeehaven, un club évoluant dans la même série de Promotion que le SK Berlare. Après une série de mauvais résultats, il est licencié par le club le 28 décembre 2012.

## Carrière internationale
Tjörven De Brul est sélectionné pour la première en équipe nationale à l'occasion d'un match amical contre l'Italie le 29 mai 1996, en compagnie notamment de Nico Van Kerckhoven, mais il ne participe pas au match. Sa première « cape » intervient près de deux ans plus tard, lors d'une rencontre amicale face à la Norvège le 25 mars 1998. Il joue au total dix rencontres avec les « Diables Rouges », toutes amicales. Son dernier match a lieu le 18 août 1999 contre la Finlande. À la suite de la défaite, le sélectionneur Georges Leekens est démis de ses fonctions et remplacé par Robert Waseige, qui n'appellera jamais De Brul dans son équipe.

### Rencontres internationales disputées
Dans le tableau qui suit, le score est toujours indiqué dans le sens Belgique-adversaire.
| Date             | Adversaire   | Lieu       | Score |
| ---------------- | ------------ | ---------- | ----- |
| 25 mars 1998     | Norvège      | Bruxelles  | 2-2   |
| 22 avril 1998    | Roumanie     | Bruxelles  | 1-1   |
| 18 novembre 1998 | Luxembourg   | Luxembourg | 0-0   |
| 3 février 1999   | Chypre       | Nicosie    | 1-0   |
| 9 février 1999   | Tchéquie     | Bruxelles  | 0-1   |
| 27 mars 1999     | Bulgarie     | Bruxelles  | 0-1   |
| 30 mai 1999      | Pérou        | Kyoto      | 1-1   |
| 3 juin 1999      | Japon        | Tokyo      | 0-0   |
| 5 juin 1999      | Corée du Sud | Séoul      | 2-1   |
| 18 août 1999     | Finlande     | Bruges     | 3-4   |

## Palmarès
- 3 fois champion de Belgique en 1996, 1998 et 2003 avec le FC Bruges.
- 3 fois vainqueur de la Coupe de Belgique en 1995 et 1996 avec le FC Bruges, puis en 2006 avec le SV Zulte Waregem.
- 1 fois vainqueur de la Supercoupe de Belgique en 1998 avec le FC Bruges.
- 1 fois champion de Division 3 en 2008 vec le KSK Renaix
- 10 fois international belge entre 1998 et 1999.

## Statistiques
| Saison                | Club                  | Championnat           | Championnat | Championnat | Coupe nationale | Coupe nationale | Coupe de la Ligue | Coupe de la Ligue | Supercoupe | Supercoupe | Compétition(s) continentale(s) | Compétition(s) continentale(s) | Compétition(s) continentale(s) | Belgique | Belgique | Total | Total |
| Saison                | Club                  | Division              | M.          | B.          | M.              | B.              | M.                | B.                | M.         | B.         | Comp.                          | M.                             | B.                             | M.       | B.       | M.    | B.    |
| 1991-1992             | KSC Lokeren           | Division 1            | 5           | 0           | 0               | 0               | 0                 | 0                 | 0          | 0          | -                              | 0                              | 0                              | 0        | 0        | 5     | 0     |
| 1992-1993             | KSC Lokeren           | Division 1            | 12          | 4           | 0               | 0               | 0                 | 0                 | 0          | 0          | -                              | 0                              | 0                              | 0        | 0        | 12    | 4     |
| 1993-1994             | KSC Lokeren           | Division 2            | 33          | 4           | 4               | 1               | 0                 | 0                 | 0          | 0          | -                              | 0                              | 0                              | 0        | 0        | 37    | 5     |
| Sous-total            | Sous-total            | Sous-total            | 50          | 8           | 4               | 1               | 0                 | 0                 | 0          | 0          | -                              | 0                              | 0                              | 0        | 0        | 54    | 9     |
| 1994-1995             | Club Bruges KV        | Division 1            | 24          | 1           | 5               | 1               | 0                 | 0                 | 0          | 0          | C2                             | 4                              | 0                              | 0        | 0        | 33    | 2     |
| 1995-1996             | Club Bruges KV        | Division 1            | 22          | 2           | 6               | 0               | 0                 | 0                 | 0          | 0          | C2                             | 3                              | 0                              | 0        | 0        | 31    | 2     |
| 1996-1997             | Club Bruges KV        | Division 1            | 20          | 0           | 0               | 0               | 0                 | 0                 | 0          | 0          | C1+C3                          | 1+4                            | 0+0                            | 0        | 0        | 25    | 0     |
| 1997-1998             | Club Bruges KV        | Division 1            | 27          | 5           | 5               | 0               | 1                 | 0                 | 0          | 0          | C3                             | 4                              | 1                              | 2        | 0        | 39    | 6     |
| 1998-1999             | Club Bruges KV        | Division 1            | 30          | 8           | 1               | 1               | 0                 | 0                 | 1          | 1          | C1+C3                          | 4+2                            | 0+1                            | 7        | 0        | 45    | 11    |
| 1999-2000             | Club Bruges KV        | Division 1            | 26          | 1           | 1               | 0               | 0                 | 0                 | 0          | 0          | C3                             | 3                              | 1                              | 1        | 0        | 31    | 2     |
| 2000-2001             | Club Bruges KV        | Division 1            | 29          | 4           | 1               | 0               | 0                 | 0                 | 0          | 0          | C3                             | 8                              | 0                              | 0        | 0        | 38    | 4     |
| 2001-2002             | Club Bruges KV        | Division 1            | 16          | 0           | 3               | 1               | 0                 | 0                 | 0          | 0          | C3                             | 7                              | 1                              | 0        | 0        | 26    | 2     |
| 2002-2003             | Club Bruges KV        | Division 1            | 1           | 0           | 1               | 1               | 0                 | 0                 | 0          | 0          | C1+C3                          | 0+0                            | 0+0                            | 0        | 0        | 2     | 1     |
| Sous-total            | Sous-total            | Sous-total            | 195         | 23          | 23              | 4               | 1                 | 0                 | 1          | 1          | -                              | 40                             | 4                              | 10       | 0        | 270   | 32    |
| 2003-2004             | KAA La Gantoise       | Division 1            | 18          | 5           | 2               | 0               | 0                 | 0                 | 0          | 0          | -                              | 0                              | 0                              | 0        | 0        | 20    | 5     |
| 2004-2005             | KAA La Gantoise       | Division 1            | 13          | 1           | 2               | 0               | 0                 | 0                 | 0          | 0          | -                              | 0                              | 0                              | 0        | 0        | 15    | 1     |
| Sous-total            | Sous-total            | Sous-total            | 31          | 6           | 4               | 0               | 0                 | 0                 | 0          | 0          | -                              | 0                              | 0                              | 0        | 0        | 35    | 6     |
| 2005-2006             | SV Zulte Waregem      | Division 1            | 30          | 1           | 7               | 0               | 0                 | 0                 | 0          | 0          | -                              | 0                              | 0                              | 0        | 0        | 37    | 1     |
| 2006-2007             | SV Zulte Waregem      | Division 1            | 16          | 1           | 1               | 0               | 0                 | 0                 | 0          | 0          | C3                             | 4                              | 0                              | 0        | 0        | 21    | 1     |
| Sous-total            | Sous-total            | Sous-total            | 46          | 2           | 8               | 0               | 0                 | 0                 | 0          | 0          | -                              | 4                              | 0                              | 0        | 0        | 58    | 2     |
| 2007-2008             | KSK Renaix            | Division 3            | 22          | 0           | 1               | 0               | 0                 | 0                 | 0          | 0          | -                              | 0                              | 0                              | 0        | 0        | 23    | 0     |
| 2008-2009             | KSK Renaix            | Division 2            | 34          | 1           | 4               | 0               | 0                 | 0                 | 0          | 0          | -                              | 0                              | 0                              | 0        | 0        | 38    | 1     |
| Sous-total            | Sous-total            | Sous-total            | 56          | 1           | 5               | 0               | 0                 | 0                 | 0          | 0          | -                              | 0                              | 0                              | 0        | 0        | 61    | 1     |
| 2009-2010             | SK Berlare            | Promotion             | 27          | 2           | 0               | 0               | 0                 | 0                 | 0          | 0          | -                              | 0                              | 0                              | 0        | 0        | 27    | 2     |
| 2010-2011             | SK Berlare            | Promotion             | 29          | 0           | 2               | 0               | 0                 | 0                 | 0          | 0          | -                              | 0                              | 0                              | 0        | 0        | 31    | 0     |
| 2011-2012             | SK Berlare            | Promotion             | 5           | 0           | 1               | 0               | 0                 | 0                 | 0          | 0          | -                              | 0                              | 0                              | 0        | 0        | 6     | 0     |
| Sous-total            | Sous-total            | Sous-total            | 61          | 2           | 3               | 0               | 0                 | 0                 | 0          | 0          | -                              | 0                              | 0                              | 0        | 0        | 64    | 2     |
| Total sur la carrière | Total sur la carrière | Total sur la carrière | 439         | 42          | 47              | 5               | 1                 | 0                 | 1          | 1          | -                              | 44                             | 4                              | 10       | 0        | 542   | 52    |